# 土井宏昭
土井 宏昭（どい ひろあき、1978年12月2日 - ）は、日本の陸上競技選手。専門はハンマー投。大阪世界選手権日本代表。釜山アジア大会ハンマー投げ銀メダリスト、ドーハアジア大会ハンマー投げ銅メダリスト。千葉県印西市出身。身長180cm、体重113kg。
本埜中学校、東京学館総合技術高等学校、中京大学体育学部卒業。2003年4月にファイテン株式会社に入社。その後2008年12月31日付でファイテン陸上部が廃部になり、チームミズノアスレティックを経て、千葉陸上競技協会に所属。2011年シーズンはITカンファー投擲部所属。。2012年4月より流通経済大学に職員として勤務。

## 来歴
2000年から日本インカレ3連覇。2002年の釜山アジア大会では、金メダルを獲得した室伏広治に続いて2位となり、日本勢でのワンツーフィニッシュを実現。日本選手権では室伏の20連覇の期間と重なり、9年連続（2002年-2010年）で2位の成績を残している。2006年のドーハアジア大会では、室伏が故障で欠場したため金メダル獲得が期待されたが、69m45にとどまり銅メダルに終わった。2007年6月、大阪世界選手権参加標準記録Bを突破する74m08をマーク。その後の日本選手権でも室伏に次ぐ2位に入り、世界選手権を決めた。2011年3月で日本陸連の支援が打ち切られるため、引退の危機にあったが、2011年シーズンは元ハンマー投げ選手が経営するITカンファーに所属。日本選手権では惜しくも3位となってしまい、連続2位の記録は途切れてしまった。
2012年からは流通経済大学に職員として勤務、同大の陸上部でもコーチとして指導にあたっている。

## 記録
- ハンマー投 - 74m08（2007年）